# Леканви

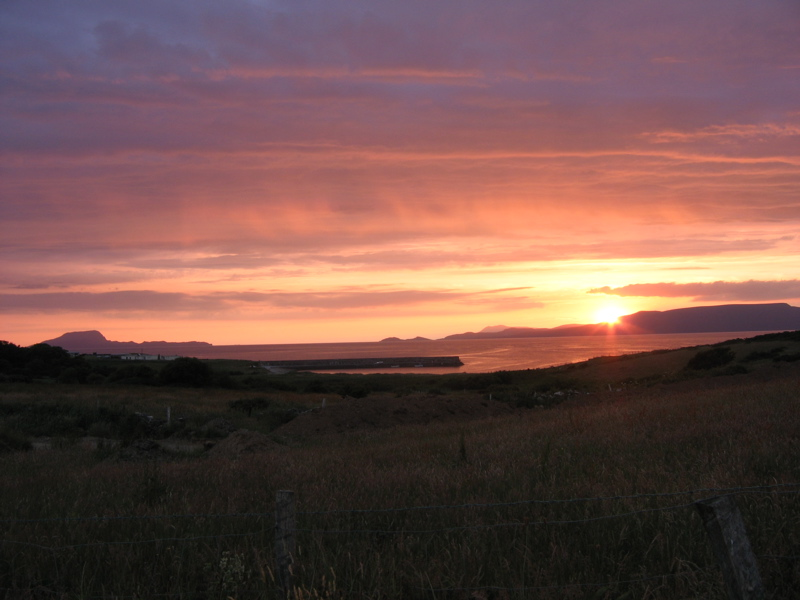
Причал Леканви

Леканви (англ. Lecanvey; ирл. Leac an Anfa) — деревня в Ирландии, находится в графстве Мейо (провинция Коннахт), на юге от Крох Патрик.
В 2006 году был основан Альянс сообщества Леканви для улучшения местности (именований мест, качества дорог и пр.).